# Birdie & Bogey
Birdie & Bogey è un film del 2004 diretto da Mike Norris.

## Trama
Il film è incentrato sulla storia di Danny O'Connor, un golfista impegnato nel PGA Tour. Ad accompagnarlo nel torneo come caddie c'è la figlia Birdie, ma proprio quando tutto sembra andare bene per la sua carriera sportiva, scopre che sua figlia ha una malattia mortale.

## Produzione
Le riprese di Birdie & Bogey sono iniziate nel 2003.